# Neonauclea lanceolata
Neonauclea lanceolata är en måreväxtart som först beskrevs av Carl Ludwig von Blume, och fick sitt nu gällande namn av Elmer Drew Merrill. Neonauclea lanceolata ingår i släktet Neonauclea och familjen måreväxter.

## Underarter
Arten delas in i följande underarter:
- N. l. gracilis
- N. l. lanceolata